# Lars Svanberg
Lars Herman (Lasse) Svanberg, född 20 juni 1937 i Nederkalix församling, Norrbottens län, död 3 oktober 2006 i Enskede församling, Stockholm, var en svensk filmfotograf, redaktör, manusförfattare och regissör.

## Biografi
Omkring 1959-60 studerade studerade vid Konstfackskolan i Stockholm, och 1961–1962 grafik och film vid Institute of Design i Chicago som stipendiat. Han var från 1964 kursledare på Stockholms Fotografiska Skola, med Walter Hirsch som assisterande lärare. Svanberg tillhörde den första kullen studenter vid Svenska Filminstitutets Filmskola 1964–1966, där han gick filmfotoutbildningen. 
I brist på filmjobb efter Filmskolan kontaktade Svanberg Filminstitutets direktör Harry Schein och föreslog inrättandet av en filmteknisk försöksverksamhet inom institutet. Schein godkände förslaget och gav Svanberg ekonomiskt bidrag att studera färgfilm i USA, dit Svanberg reste på senhösten 1966. Han återvände till Sverige efter ett år och fortsatte arbeta med teknisk utveckling inom Filminstitutet. Svanberg arbetade från och med november 1968 på heltid med Filminstitutets försöksverksamhet, som lämnade ekonomiskt bidrag till personer som ville utföra tekniska prov inom filmområdet. 
Han utgav en enkelt utformad tidskrift, Tekniskt Meddelande (TM), vars första nummer utkom i maj 1968 och innehöll en redogörelse för Technicolor-systemet och bildformatet Techniscope. Tekniskt Meddelande (år 1975 omdöpt till Teknik och Människa) blev efterhand en alltmer professionellt utformad tidskrift som utkom fem gånger per år. Tidskriften TM utkom med omkring 200 nummer fram till år 2007, de sista åren med Susanne Roger Svanberg (Lasse Svanbergs dåvarande hustru) som chefredaktör.  
Svanberg arbetade även som filmfotograf med bland annat Jonas Cornells Puss & kram (premiär 1967), Som natt och dag (1969) och Grisjakten (1970), Tage Danielssons Äppelkriget (1971) och Hans Alfredsons Ägget är löst (1975).
Från 1971 till och med 1990 ledde Svanberg ett årligt filmtekniskt seminarium i Filmhuset i Stockholm som lockade hundratals deltagare från hela Norden.
Svanberg följde den tekniska utvecklingen inom hemelektronik såsom VHS och bildskivor, informationsteknologi samt mediedistribution via kabel- och satellit-TV. Han hade också välformulerade synpunkter på hur teknologin kunde påverka innehållet i medierna. Han utgav flera böcker inom dessa ämnen, bland andra Bekvämlighetens triumf (1983) och Stålsparven (1991). Svanberg var på slutet 1980-talet initiativtagare till dåvarande nyhetsbrevet Medierådet tillsammans med Gunnar Bergvall och Christer Hederström. Han deltog flitigt i den ständigt pågående debatten om Sveriges Television vare sig det handlade om teknik eller organisation och slog alltid vakt om public service som en viktig del av det demokratiska samhället. 
Svanberg tilldelades en Guldbagge 1994 för Kreativa insatser med följande motivering: För hans intensiva engagemang för filmens och biografens utveckling: lärare, uppmuntrare, innovatör och författare. Dessutom tilldelades han Föreningen Sveriges Filmfotografers utmärkelse Filmbanan 2002 med den korta motivationen: Lasse Svanberg – visionären. År 2002 utnämndes han av regeringen till professor.
Svanberg myntade uttrycket ”Skit är skit om än per satellit”. Med tiden formulerade han en ny version: ”Skit är skit om än per megabit”.

## Regi
- 1978 - Ludde och Ladan
- 1985 -  Lights, please : En film om ljus och mörker

## Filmmanus
- 1970 – Grisjakten
- 1981 – Den elektroniska hästen

## Böcker
- 1979 - Den elektroniska hästen (DsU 1979:16) Med kommentarer av Ivar Ivre, Bengt Arne Vedin och Anne-Marie Thunberg, samt med en förskrift av Per-Olof Sundman.
- 1983 - Bekvämlighetens triumf. Om konsumtionssamhället, informationssamhället, film-TV-video, satellit-, betal- & kabel-TV, datakraften, linjalens seger över äggen m. m. Bokförlaget Prisma. Stockholm 1983. ISBN 91-518-1628-8. 241 s.
- 1991 - Stålsparven : om 90-talets medier och om informationssamhället. Stockholm : Prisma, 1991 : ISBN 9151819627 : 171 s.
- 2000 - TV-bilder - Svensk TV-produktionsteknik under femtio år. Värnamo 2000 Stiftelsen Etermedierna i Sverige ISBN 91-518-3840-0 : 232 s.

## Filmfoto (urval)
- 1969 – Som natt och dag
- 1970 – Grisjakten
- 1971 – Äppelkriget
- 1975 – Ägget är löst!
- 1977 – Bluff Stop
- 1979 – Barnförbjudet